# 道の駅ローズマリー公園
道の駅ローズマリー公園（みちのえき ローズマリーこうえん）は、千葉県南房総市にある千葉県道297号和田丸山線の道の駅である。

## 概要
以前は道の駅ローズマリー公園・丸山町という名称であったが、市町村合併に伴い、道の駅ローズマリー公園に名称変更となった。
当駅の所在する旧・安房郡丸山町は地中海と同じ緯度に位置することから、1988年（昭和63年）に「風車とローズマリーの里」づくり構想に着手した。その構想に基づいて、1991年（平成3年）9月22日に「ローズマリー公園」として開園したのが始まりである。1996年（平成8年）度には「手づくり郷土賞」を受賞した。

## 歴史
- 1991年（平成3年）9月22日 - 「ローズマリー公園」として開園。
- 1995年（平成7年）5月4日 - 古城風の展望台が完成[7]。
- 1997年（平成9年）4月23日 - 「シェイクスピア・カントリー・パーク」を開園[8]。
- 1998年（平成10年）4月17日 - 建設省に登録して「道の駅」の1つとなった[1]。
- 2012年（平成24年）11月15日 - 食のテーマパーク「はなまる市場」がグランドオープン。

## 施設

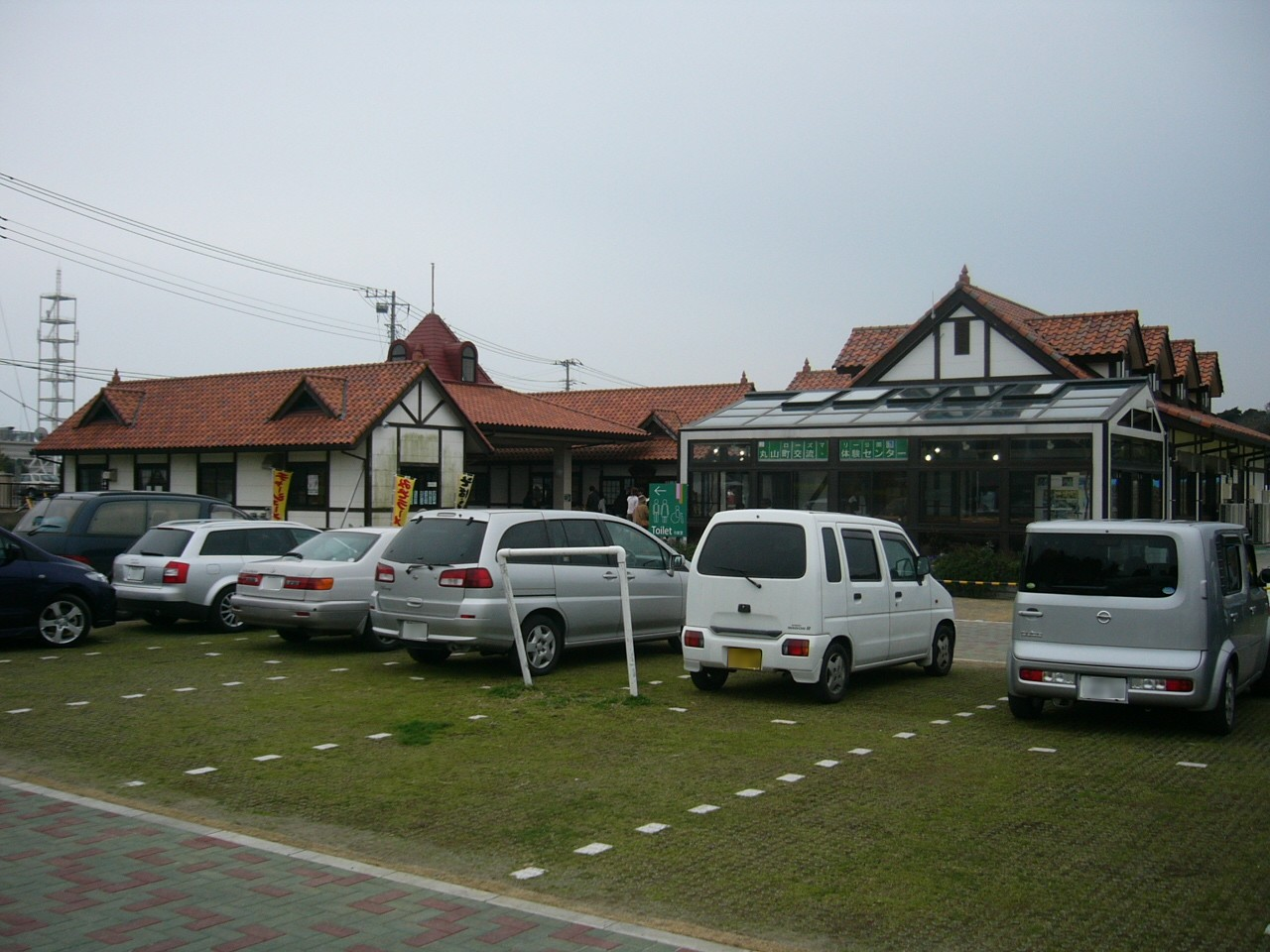
道の駅駐車場

- 駐車場（小型車183台、大型車10台、身体障害者用5台）
- トイレ（男大7小17、女17、身体障害者用3）
- 公衆電話
- 交流・体験センター
  - インフォメーション
  - 売店
  - 飲食施設
- シェイクスピア・カントリー・パーク - 英国の劇作家シェイクスピアの生家が再現し[9][10]、1997年（平成9年）4月23日に開園した[8]。看板には生没年が記述されている。
- ローズマリー・ガーデン
- 食のテーマパーク「はなまる市場」（農産物直売所）
- 和泉流宗家記念館
- リバーサイドプラザ

## アクセス
- 千葉県道297号和田丸山線
  - 国道410号

## 駅周辺
道の駅ローズマリー公園公式ホームページ「ローズマリー公園 周辺のスポット情報」も参照。
- しおさい キャンプフィールド＆ホテル
- いちご農園（いちごLABO）
- カーサフローラ花館（レストラン）
- 三島海岸